# Shirley Jackson
Shirley Jackson (San Francisco, 14 de desembre de 1916 – 8 d'agost de 1965) fou una escriptora estatunidenca especialitzada en el gènere de terror. Va influir fortament en autors com Stephen King, Nigel Kneale i Richard Matheson.
El seu relat més conegut és possiblement «The Lottery» (1948), que suggereix l'existència d'un tètric i estremidor submón en les petites ciutats de l'Amèrica profunda. El conte es publicà el 28 de juny de 1948 en The New Yorker i donà origen a centenars de commocionades cartes per part dels lectors.
La seva producció literària inclou sis novel·les, dos llibres autobiogràfics, nombrosos assajos, més de cent relats i unes quantes històries infantils.
L'escriptora americana no va rebre bones crítiques en vida. Els seus primers textos es van publicar en revistes sota el perfil d'escriptora ocasional, esposa i mare de quatre fills, que s'entretenia escrivint en les seves estones lliures.

### Obra publicada
Novel·les
- The Road Through the Wall (1948)
- Hangsaman (1951)
- The Bird's Nest (1954)
- The Sundial (1958)
- The Haunting of Hill House (1959), traduïda al català com a La maledicció de Hill House per Martí Sales amb L'Altra (2014)[2]
- We Have Always Lived in the Castle (1962), traduïda al català com a Sempre hem viscut al castell per Martí Sales i Sariola amb L'Altra (2016).

Memòries
- Life Among the Savages (1953)
- Raising Demons (1957)

Antologia de contes
- The Lottery and Other Stories (Farrar, Straus, 1949)
- The Magic of Shirley Jackson (Farrar, Straus, 1966)
- Come Along with Me (Viking, 1968)
- Just an Ordinary Day (Bantam, 1995)

Contes infantils
- The Witchcraft of Salem Village (1956)
- The Bad Children (1959)
- Nine Magic Wishes (1963)
- Famous Sally (1966)

Relats breus (llista no exhaustiva)
- "About Two Nice People", Ladies' Home Journal, July 1951
- "Account Closed", Good Housekeeping, April 1950
- "After You, My Dear Alphonse", The New Yorker, Jan. 1943
- "Afternoon in Linen", The New Yorker, Sept. 4, 1943
- "All the Girls Were Dancing", Collier's, Nov. 11, 1950
- "All She Said Was Yes", Vogue, Nov. 1, 1962
- "Alone in a Den of Cubs", Woman's Day, Dec. 1953
- "Aunt Gertrude", Harper's, April 1954
- "The Bakery", Peacock Alley, Nov. 1944
- "Birthday Party", Vogue, Jan. 1, 1963
- "The Box", Woman's Home Companion, Nov. 1952
- "Bulletin", The Magazine of Science Fiction and Fantasy, March 1954
- "Call Me Ishmael", Spectre, Fall 1939
- "A Cauliflower in Her Hair", Mademoiselle, Dec. 1944
- "Charles", Mademoiselle, July 1948
- "The Clothespin Dolls", Woman's Day, March 1953
- "Colloquy", The New Yorker, Aug. 5, 1944
- "Come Dance with Me in Ireland", The New Yorker, May 15, 1943
- "Concerning … Tomorrow", Syracusan, March 1939
- "The Daemon Lover ['The Phantom Lover']", Woman's Home Companion, Feb. 1949
- "Daughter, Come Home", Charm, May 1944
- "Day of Glory", Woman's Day, Feb. 1953
- "Don't Tell Daddy", Woman's Home Companion, Feb. 1954
- "Every Boy Should Learn to Play the Trumpet", Woman's Home Companion, Oct. 1956
- "Family Magician", Woman's Home Companion, Sept. 1949
- "A Fine Old Firm", The New Yorker, March 4, 1944
- "The First Car Is the Hardest", Harper's, Feb. 1952
- "The Friends", Charm, Nov. 1953
- "The Gift", Charm, Dec. 1944
- "A Great Voice Stilled", Playboy, March 1960
- "Had We But World Enough", Spectre, Spring 1940
- "Happy Birthday to Baby", Charm, Nov. 1952
- "Home", Ladies' Home Journal, Aug. 1965
- "The Homecoming", Charm, April 1945
- "The House", Woman's Day, May 1952
- "I Don't Kiss Strangers", Just an Ordinary Day (Bantam, 1995)
- "An International Incident", The New Yorker, Sept. 12, 1943
- "I.O.U.", Just an Ordinary Day (Bantam, 1995)
- "The Island," New Mexico Quarterly Review, 1950, vol. 3
- "It Isn't the Money", The New Yorker, Aug. 25, 1945
- "It's Only a Game", Harper's, May 1956
- "Journey with a Lady", Harper's, July 1952
- "Liaison a la Cockroach", Syracusan, April 1939
- "Little Dog Lost", Charm, Oct. 1943
- "A Little Magic", Woman's Home Companion, Jan. 1956
- "Little Old Lady", Mademoiselle, Sept. 1944
- "The Lottery", The New Yorker, June 26, 1948
- "Louisa, Please Come Home", Ladies' Home Journal, May 1960
- "The Lovely Night", Collier's, April 8, 1950
- "Lucky to Get Away", Woman's Day, Aug. 1953
- "The Man in the Woods", The New Yorker, April 28, 2014
- "Men with Their Big Shoes", Yale Review, March 1947
- "The Missing Girl", The Magazine of Fantasy and Science Fiction, Dec. 1957
- "Monday Morning", Woman's Home Companion, Nov. 1951
- "The Most Wonderful Thing", Good Housekeeping, June 1952
- "Mother Is a Fortune Hunter", Woman's Home Companion, May 1954
- "Mrs. Melville Makes a Purchase", Charm, Oct. 1951
- "My Friend", Syracusan, Dec. 1938
- "My Life in Cats", Spectre, Summer 1940
- "My Life with R.H. Macy", The New Republic, Dec. 22, 1941
- "My Son and the Bully", Good Housekeeping, Oct. 1949
- "Nice Day for a Baby", Woman's Home Companion, July 1952
- "Night We All Had Grippe", Harper's, Jan. 1952
- "Nothing to Worry About", Charm, July 1953
- "The Omen", The Magazine of Fantasy and Science Fiction, March 1958
- "On the House", The New Yorker, Oct. 30, 1943
- "One Last Chance to Call", McCall's, April 1956
- "One Ordinary Day, With Peanuts", The Magazine of Fantasy and Science Fiction, Jan. 1955
- "The Order of Charlotte's Going", Charm, July 1954
- "Pillar of Salt", Mademoiselle, Oct. 1948
- "Paranoia", The New Yorker, August 5, 2013
- "The Possibility of Evil", The Saturday Evening Post, Dec. 18, 1965
- "Queen of the May", McCall's, April 1955
- "The Renegade", Harper's, Nov. 1949
- "Root of Evil", Fantastic, March–April 1953
- "The Second Mrs. Ellenoy", Reader's Digest, July 1953
- "Seven Types of Ambiguity", Story, 1943
- "Shopping Trip", Woman's Home Companion, June 1953
- "The Smoking Room", Just an Ordinary Day (Bantam, 1995)
- "The Sneaker Crisis", Woman's Day, Oct. 1956
- "So Late on Sunday Morning", Woman's Home Companion, Sept. 1953
- "The Strangers", Collier's, May 10, 1952
- "Strangers in Town", The Saturday Evening Post, May 30, 1959
- "Summer Afternoon", Just an Ordinary Day (Bantam, 1995)
- "The Summer People", Charm, 1950
- "The Third Baby's the Easiest", Harper's, May 1949
- "The Tooth", The Hudson Review, 1949, vol. 1, no. 4
- "Trial by Combat", The New Yorker, Dec. 16, 1944
- "The Very Strange House Next Door", Just an Ordinary Day (Bantam, 1995)
- "The Villager", The American Mercury, Aug. 1944
- "Visions of Sugarplums", Woman's Home Companion, Dec. 1952
- "When Things Get Dark", The New Yorker, Dec. 30, 1944
- "Whistler's Grandmother", The New Yorker, May 5, 1945
- "The Wishing Dime", Good Housekeeping, Sept. 1949
- "Worldly Goods", Woman's Day, May 1953
- "Y and I", Syracusan, Oct. 1938
- "Y and I and the Ouija Board", Syracusan, Nov. 1938
- "The Witch", 1949

## Premis i reconeixements
- 1949 - Premi O. Henry Award 1949: «The Lottery»
- 1961 - Nominació al Premi Edgar Award com a millor relat curt, atorgat per Mystery Writers of America: "Louisa, Please Come Home»
- 1960 - Nominació al Premi Nacional del Llibre: The Haunting of Hill House
- 1962 - Una de les deu millors novel·les de 1962, segons la revista Time: We Have Always Lived in the Castle
- 1966 - Premi Edgar Award com a millor relat curt: «The Possibility of Evil»